# Abadia de Monte Oliveto Maggiore

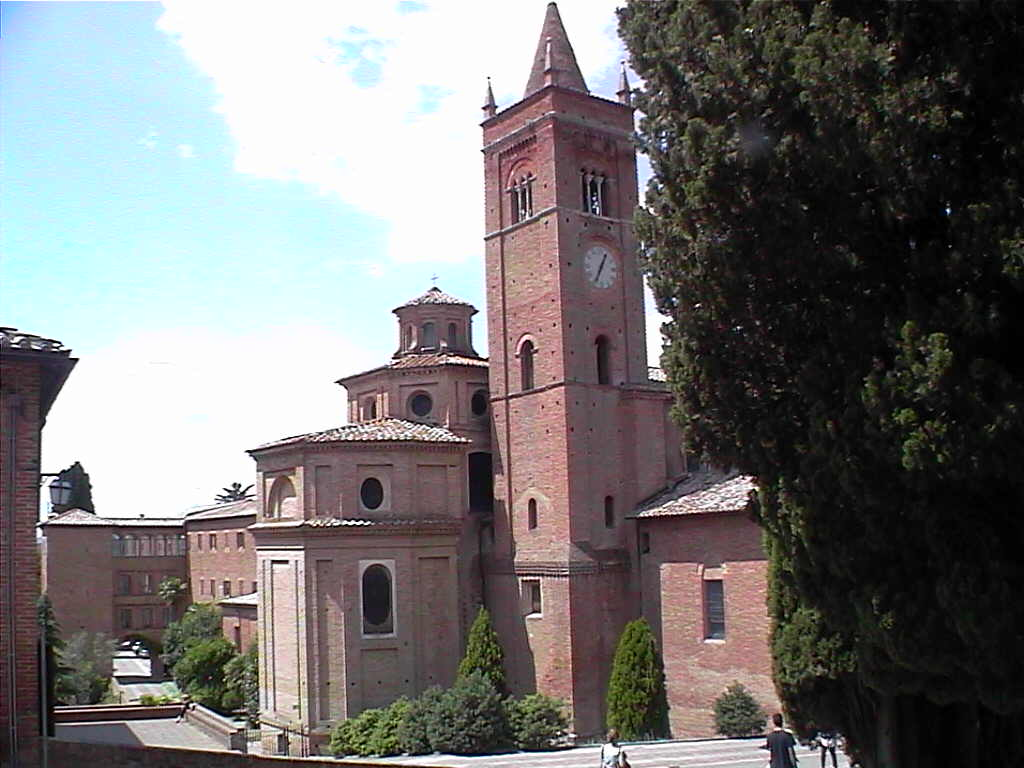
Abadia de Monte Oliveto Maggiore.

Abadia de Monte Oliveto Maggiore (em latim: Territorialis Abbatia S. Mariae Montis Oliveti Maioris) é uma abadia pertencente a Igreja Católica de Toscana, Itália (). Em 2007 houve 480 batizados dos 480 habitantes. Atualmente é regido pelo abade Diego Rosa.

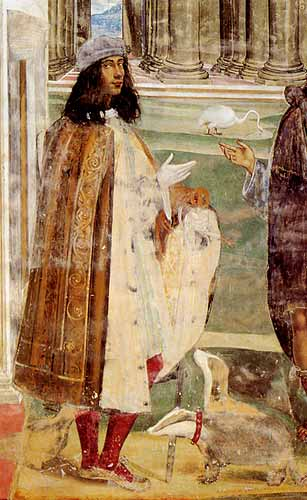
Autorretrato de Il Sodoma nesta abadia, no séc. XV.

## História
A abadia foi fundada em 1313 por São Bernardo Tolomei (1272-1348), professor de direito que era de uma das famílias mais poderosas de Siena, que alcançou o quadragésimo ano de idade ele se aposentou a este lugar solitário conhecido como o Deserto de Accona, propriedade de sua família.
A fundação do mosteiro foi aprovado em 1319 pelo Bispo de Arezzo Guido Tarlati e depois anexada à ordem de São Bento. A construção do mosteiro começou em 1320 e em 1344 a nova congregação olivetana foi aprovado oficialmente pelo Papa Clemente VI.
A abadia foi sempre uma grande importância no território de Siena. Na verdade, seus bens foram para a vila de Chiusure e Val d'Asso. O fato de que eles também são grandes proprietários de terra tiveram  um papel na organização das terras agrícolas em Crete Senesi. O enorme complexo religioso está localizado no sul da comuna de Asciano. Ainda é sede do Abade Geral da Congregação Beneditina de Monte Oliveto e também abriga o Instituto de restauração de livros.

## Galeria

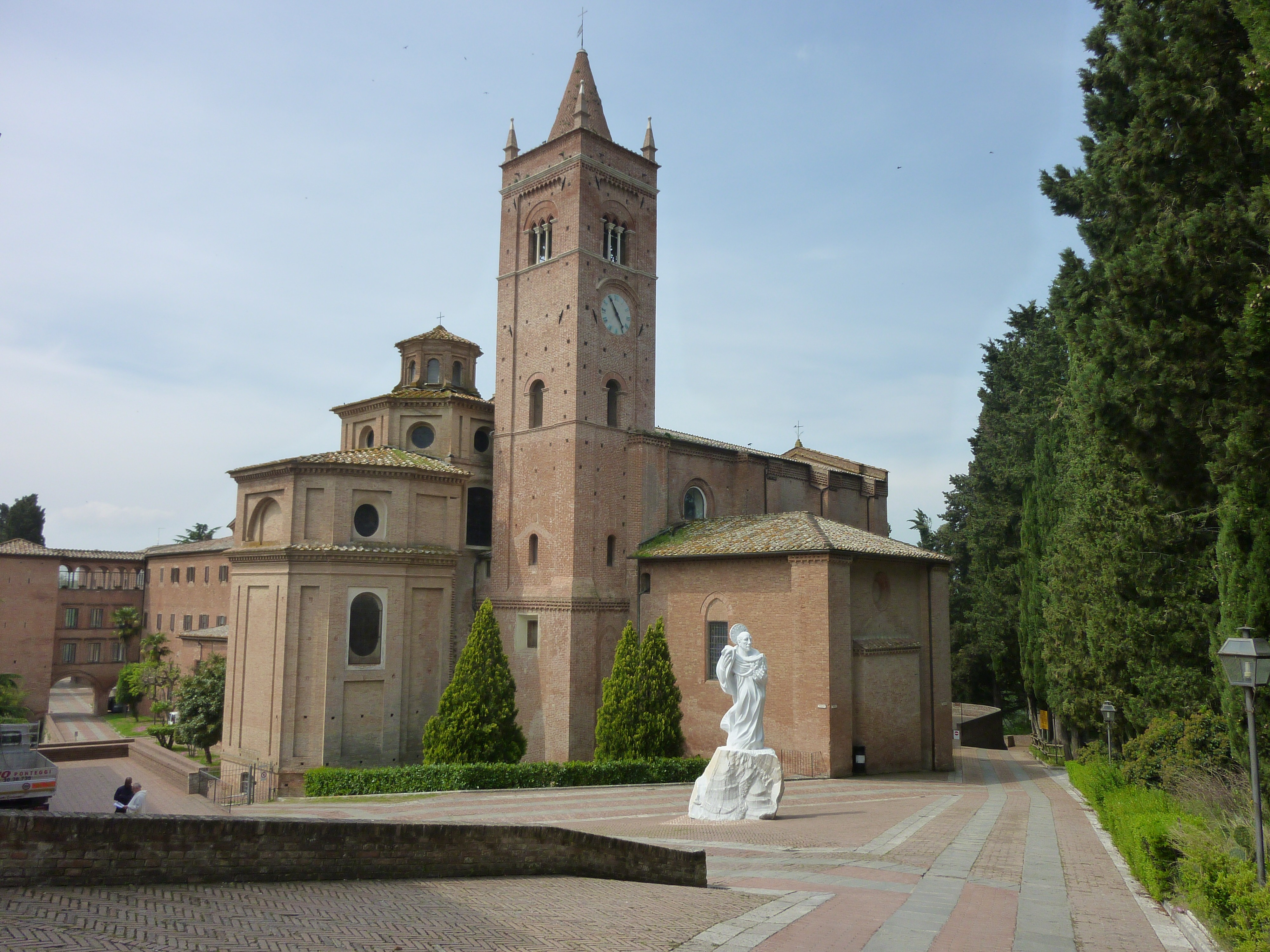
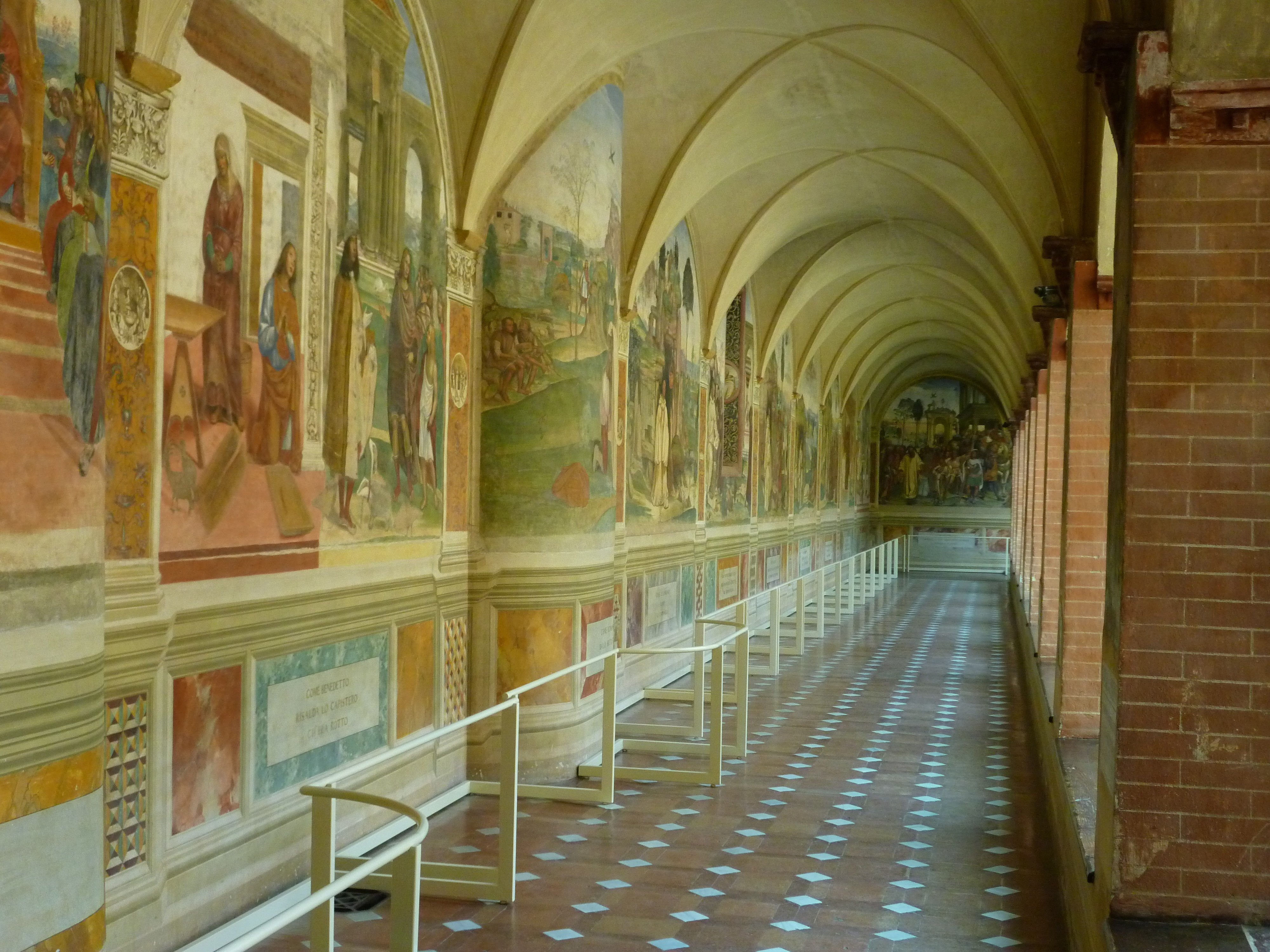
Clausto
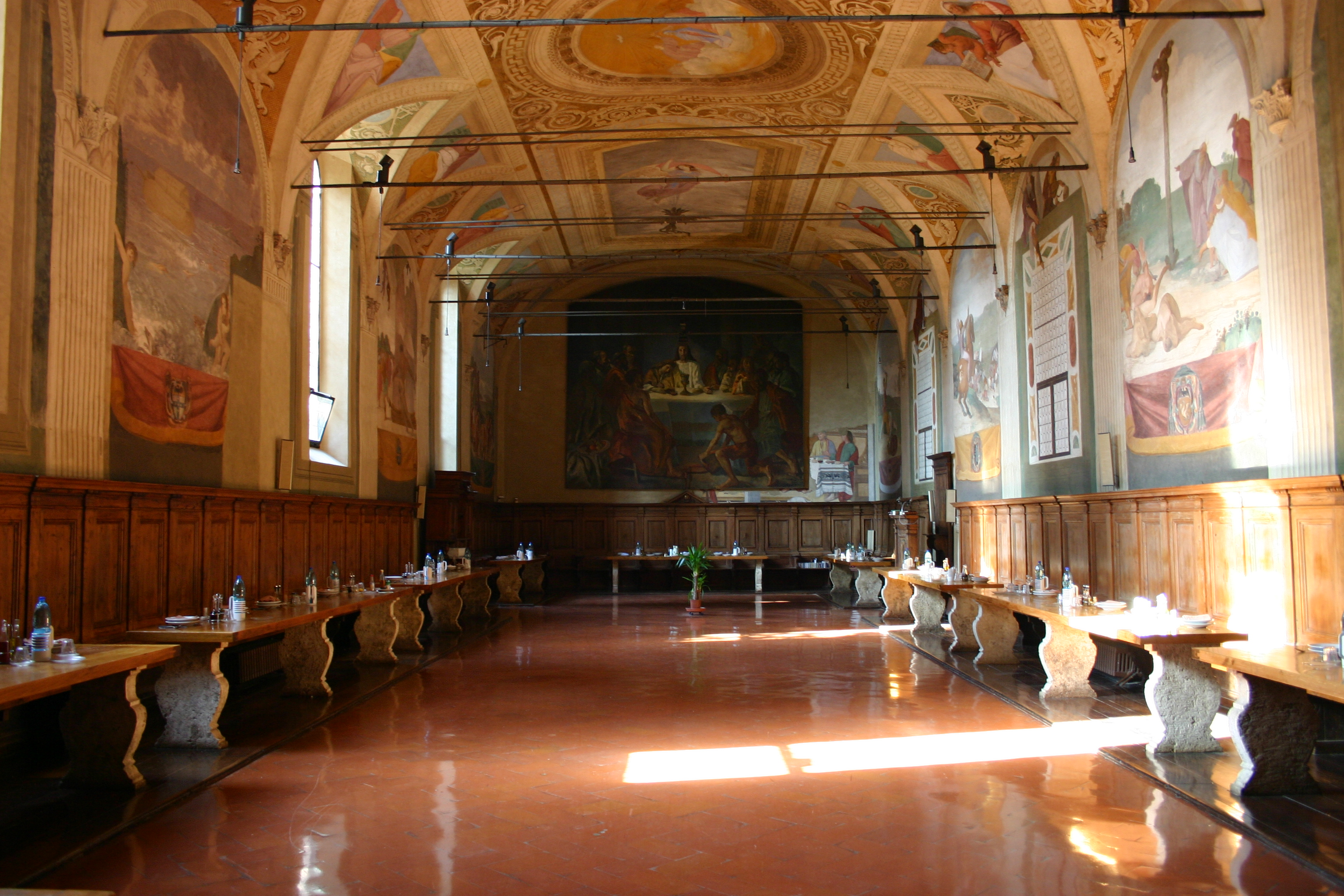
Refeitório
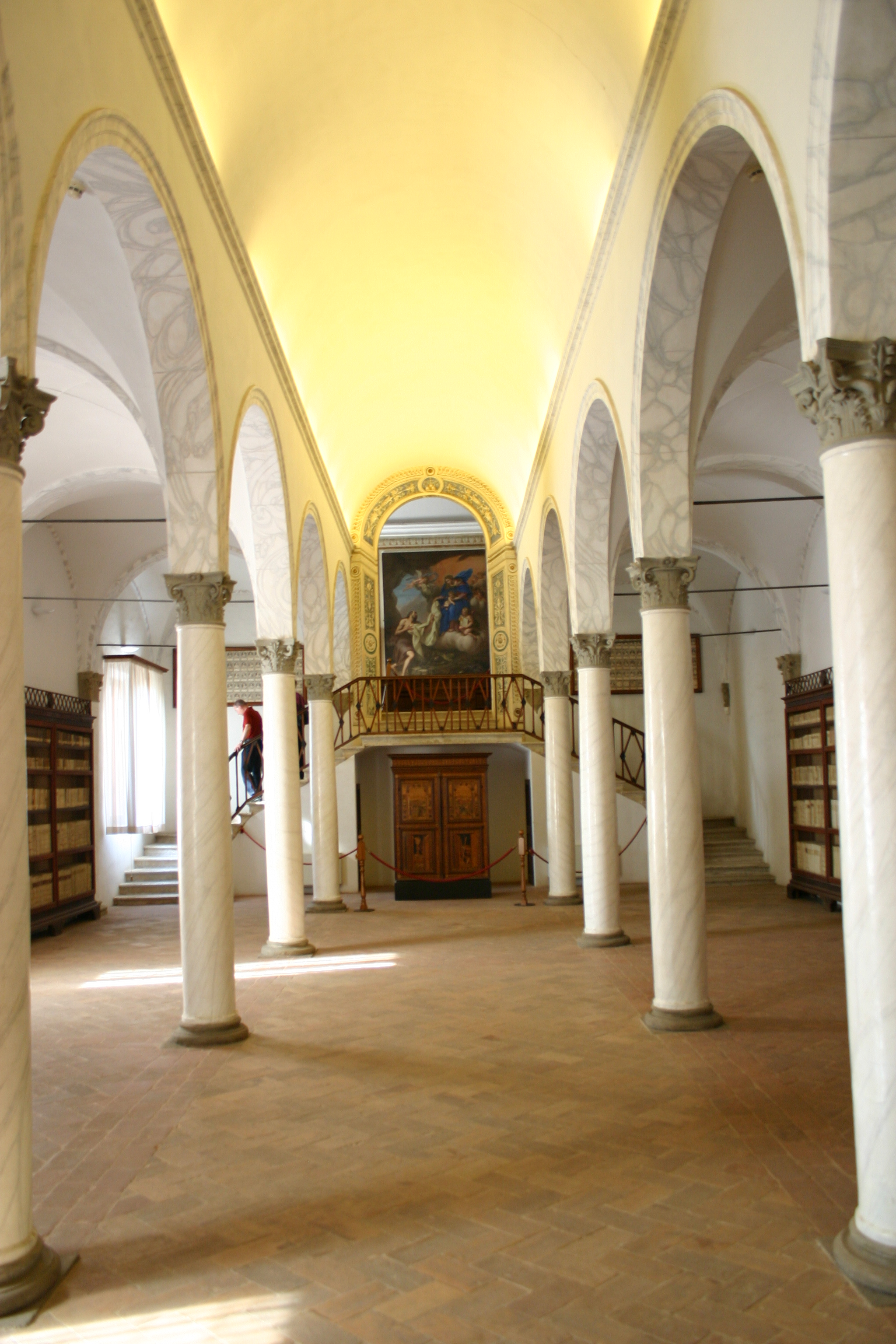
Biblioteca
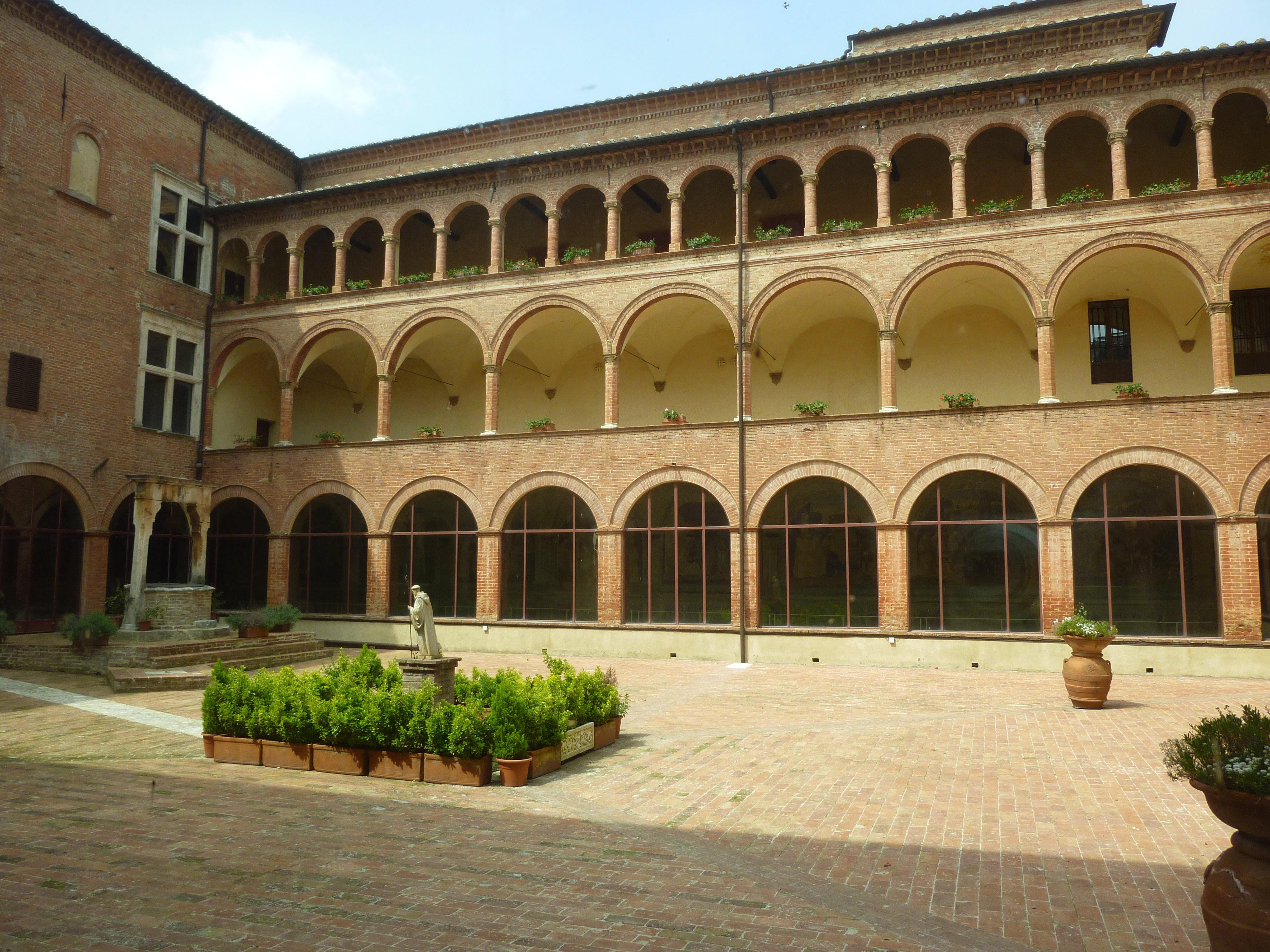
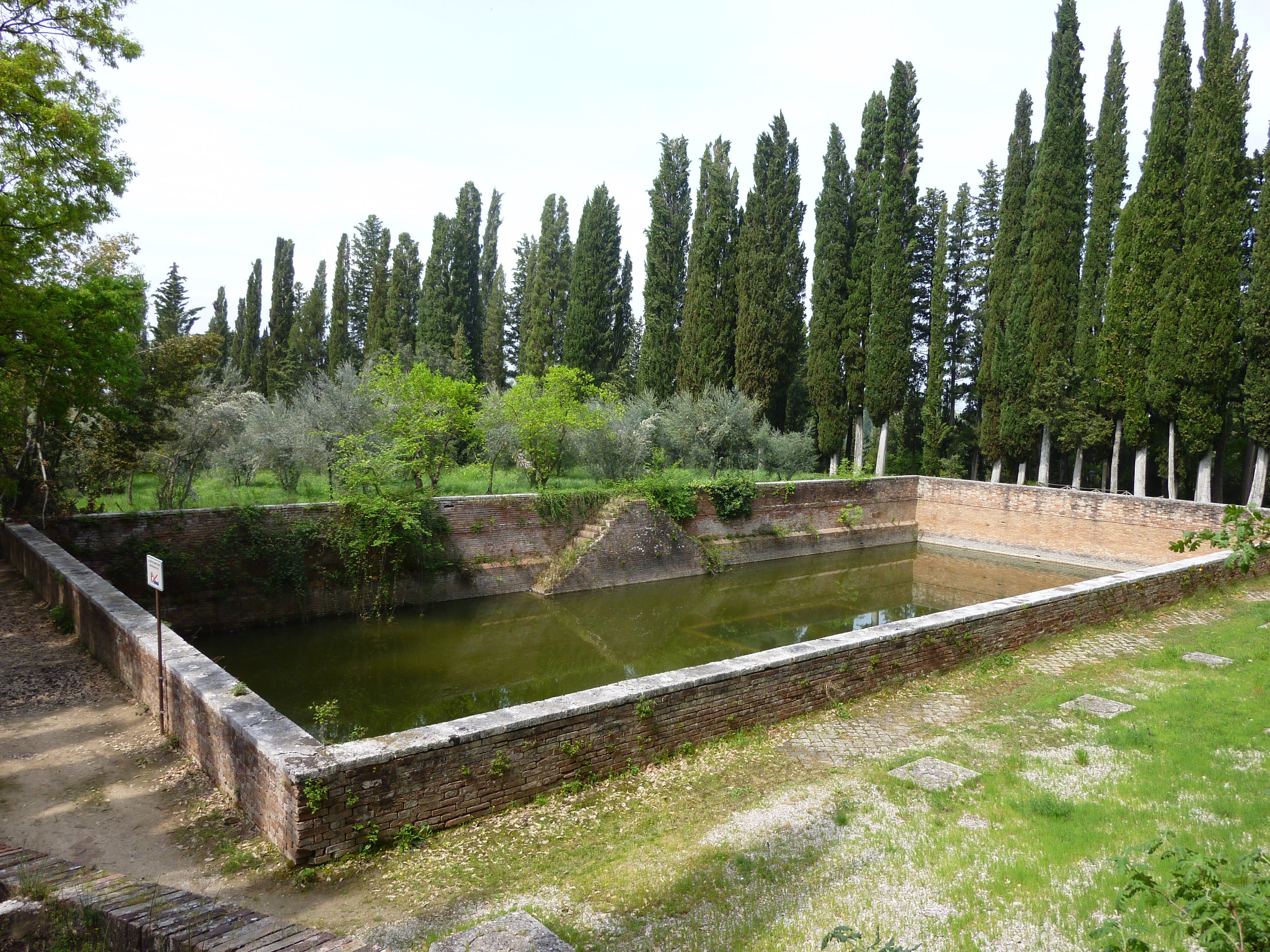
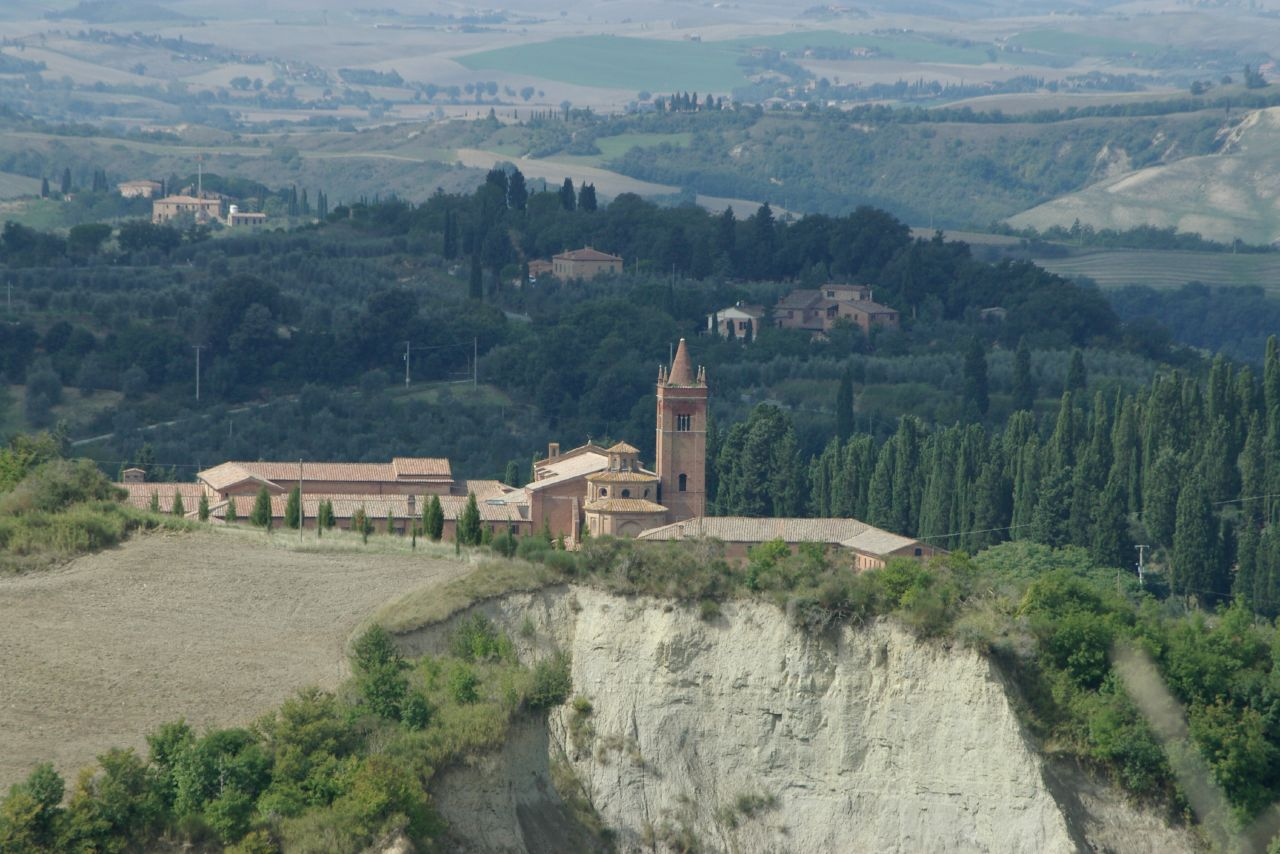
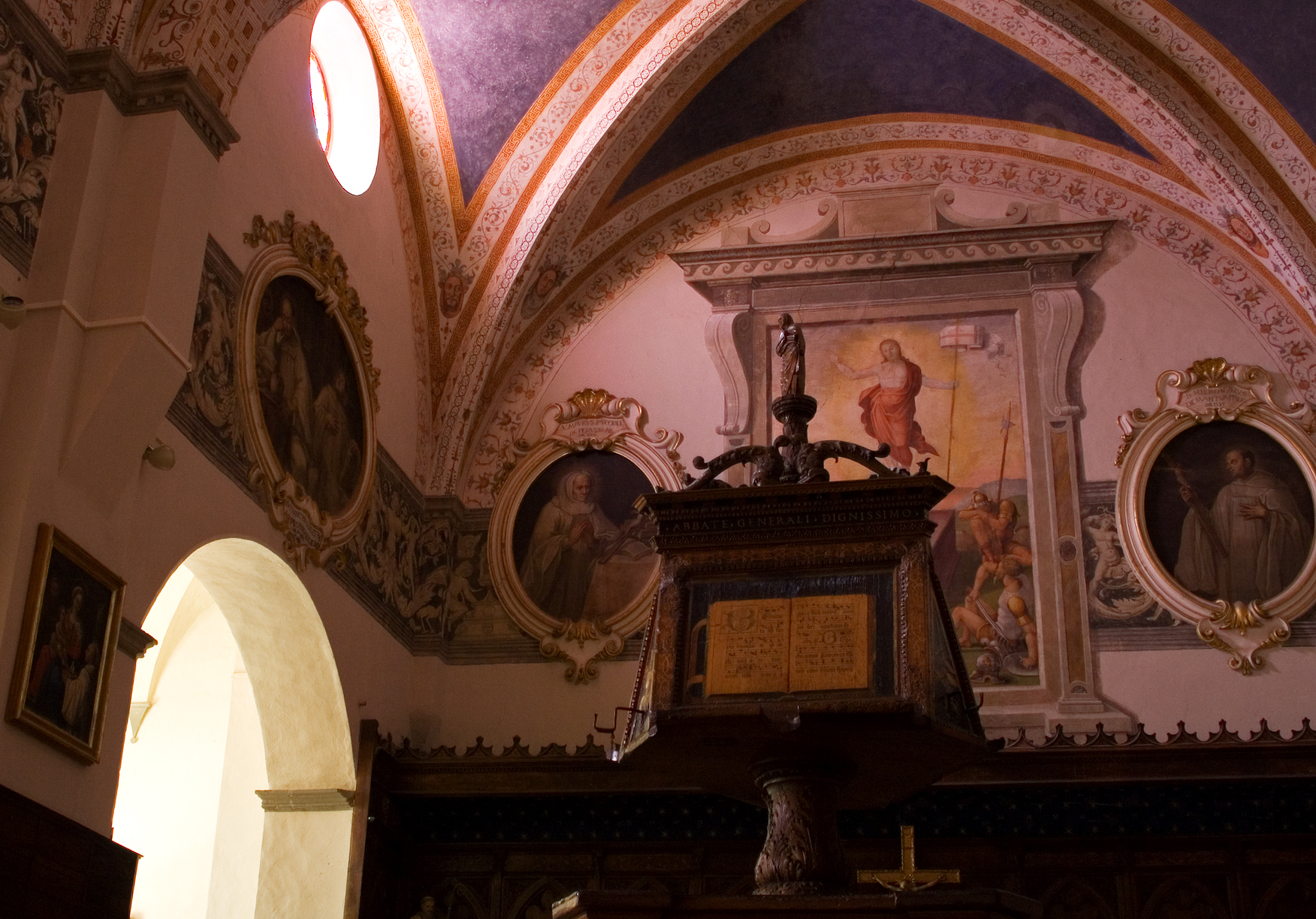